# ロミオとジュリエット (絵画)
『ロミオとジュリエット』（Romeo and Juliet: the Tomb Scene）は、ジョセフ・ライトによって1790年に完成された絵画作品。1790年と1791年に展示され、1839年に職工講習所で開催されたダービー展覧会にも出展された。現在はダービー博物館・美術館に陳列されている。この作品には夜間とろうそくを描くライトの優れた技術が表れている。描かれているのはシェイクスピアの戯曲『ロミオとジュリエット』の一場面で、ロミオの亡骸のそばで跪いているジュリエットが足音が近づくのを聞き、自ら命を絶とうと短剣を引きぬく瞬間である。対応する台詞は「ああ、物音が？ 急がないと。 おお、ありがたい 短剣が。 これがお前の鞘。そこで錆びて、私を死なせて。」("Yea, noise? Then I'll be brief. O happy dagger!")。

## 来歴
1776年の12月に「墓で目覚めるジュリエット」の場面を描く提案がライトからジョン・ボイデルに持ちかけられた。ボイデル・シェイクスピア・ギャラリーを所有していたボイデルはこの提案を受け入れたが、この作品が原因で両者は争うことになった。ボイデルは取引のあった画家たちに二つの等級をつけていて、ライトは自分が下等に分類されていることに気づいた。この作品に対しては300ポンドが支払われる予定であったが、他の画家の中には1000ポンドを支払われている者もいることを知ったライトは憤慨した。この取引にライトが不服を唱えたのは、金銭的なものよりも自分の評判が傷つけられるということが大きかった。

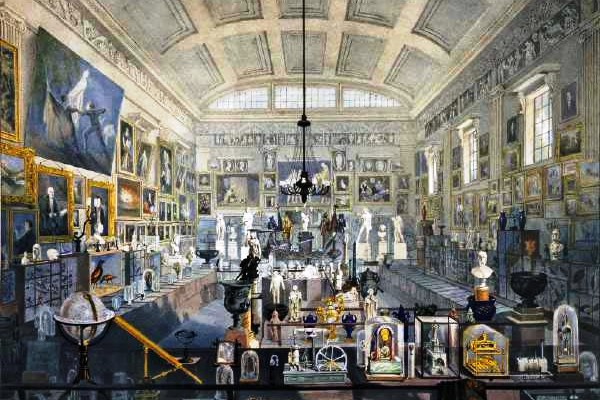
サミュエル・レイナーによる『ダービー展覧会』。『ロミオとジュリエット』は正面の壁の左側に展示されている。

ボイデルはこの点に関して強情で、既にこの作品は完成していた上に、ライトがシェイクスピアの場面を描いた他の二作品『テンペスト』（現在は紛失）・より穏やかな嵐の場面を描いた『冬物語』を所有していたにもかかわらずライトとの取引を打ち切った。このため、ボイデル・シェイクスピア・ギャラリーのために制作されたこれら三作品のうち最も優れていると考えられる『ロミオとジュリエット』はライトの手元に残ることとなった。ライトの代わりにジェームズ・ノースコートが9×11フィートのロミオとジュリエットの墓地でのシーンを描くことになったのには、他の理由があるとも言われる。ノースコートの作品は、シェイクスピア・ギャラリーの観覧客には非常に好評であった。
1790年になってこの作品はロイヤル・アカデミー・オブ・アーツで展示されたが、到着が遅れ粗雑に展示されたためにライトが満足することはなかった。ロイヤル・アカデミーに冷遇されたと感じ取ったライトは、イギリス芸術家協会の展示会に喜んで5作品を出展した。翌年の出展前にライトは作品に再び手を加えたが、それでもこの作品が売れることはなかった。この作品は、ダービーの職工講習所でも展示されたことが分かっている。サミュエル・レイナーが1839年の展覧会を描いた作品にも、当作品が描かれている。レイナーの作品から確認できる展示品の多くはジョゼフ・ストラットの収集品であったと考えられている。この中ではダービー博物館の初期の収蔵品となった物も多いが、ライトの『ロミオとジュリエット』が同博物館の展示品に加わるまでには幾年もの年月を経ることになった。
ライトとボイデルの論戦の結果ライトの元に留まったこの作品は1801年にはクリスティーズ、1810年にはダービーで売りに出されたが、買い手はつかなかった。初めて売却に成功したのはライトの遺言執行者であり、1883年から1981年に33,250ポンドでダービー博物館・美術館に売却されるまではオーク家に所有された。

## 説明
作品の高さは70インチ、幅は95インチであり、夜とろうそくの光を描き出すライトの有名な画法が用いられている。シェイクスピアの戯曲『ロミオとジュリエット』のうち、ロミオの亡骸の傍らに跪くジュリエットが足音を聞きロミオの短剣を抜く場面が描かれている。ジュリエットが「ああ、物音が？ 急がないと。 おお、ありがたい 短剣が。 これがお前の鞘。そこで錆びて、私を死なせて。」("Yea, noise? Then I'll be brief. O happy dagger!")と自害の直前叫んだ瞬間を捉えたものである。この作品の他、ダービー美術館はライトが準備段階に用いたスケッチも収蔵している。スケッチからは、ろうそくによって照らされた壁の占める部分を拡大するために石棺と壁龕が右側に動かされた過程が確認できる。ジュリエットが剣闘士のごとく腕を伸ばす様子は、見るものの目を引きつけ、ロミオの悲劇的な死はミケランジェロの『ティテュオス』との比較対象にされてきた。